# Comuna Sanislău, Satu Mare
Sanislău (maghiară Szaniszló) este o comună în județul Satu Mare, Transilvania, România, formată din satele Horea, Marna Nouă și Sanislău (reședința).

## Demografie
Componența etnică a comunei Sanislău
     Români (42,66%)
     Maghiari (36,61%)
     Romi (11,64%)
     Germani (2,51%)
     Alte etnii (6,58%)
Componența confesională a comunei Sanislău
     Ortodocși (40,96%)
     Romano-catolici (37,05%)
     Reformați (11,91%)
     Baptiști (1,58%)
     Alte religii (1,68%)
     Necunoscută (6,83%)
Conform recensământului efectuat în 2021, populația comunei Sanislău se ridică la 3.223 de locuitori, în scădere față de recensământul anterior din 2011, când fuseseră înregistrați 3.515 locuitori. Cei mai mulți locuitori sunt români (42,66%), cu minorități de maghiari (36,61%), romi (11,64%) și germani (2,51%). Din punct de vedere confesional, cei mai mulți locuitori sunt ortodocși (40,96%), cu minorități de romano-catolici (37,05%), reformați (11,91%) și baptiști (1,58%), iar pentru 6,83% nu se cunoaște apartenența confesională.

## Politică și administrație
Comuna Sanislău este administrată de un primar și un consiliu local compus din 13 consilieri. Primarul, Stefan Krémer[*], de la Forumul Democrat al Germanilor din România, este în funcție din 1 noiembrie 2024. Începând cu alegerile locale din 2024, consiliul local are următoarea componență pe partide politice:
|  | Partid                                     | Consilieri | Componența Consiliului | Componența Consiliului | Componența Consiliului | Componența Consiliului |
|  | ------------------------------------------ | ---------- | ---------------------- | ---------------------- | ---------------------- | ---------------------- |
|  | Forumul Democrat al Germanilor din România | 4          |                        |                        |                        |                        |
|  | Partidul Național Liberal                  | 3          |                        |                        |                        |                        |
|  | Alianța Maghiară din Transilvania          | 3          |                        |                        |                        |                        |
|  | Partida Romilor „Pro Europa”               | 1          |                        |                        |                        |                        |
|  | Partidul Social Democrat                   | 1          |                        |                        |                        |                        |
|  | Alianța pentru Unirea Românilor            | 1          |                        |                        |                        |                        |

## Atracții turistice
- Rezervația naturală "Mlaștina Vermuș" (10 ha)
- Câmpia Nirului - Valea Ierului (arie de protecție specială avifaunistică)